# Akte X – Die unheimlichen Fälle des FBI/Staffel 9
Die Erstausstrahlung der neunten Staffel der US-Mystery-Fernsehserie Akte X – Die unheimlichen Fälle des FBI war vom 11. Nov. 2001 bis zum 19. Mai 2002 auf dem US-amerikanischen Sender Fox zu sehen. Die deutschsprachige Erstausstrahlung sendete der deutsche Free-TV-Sender ProSieben vom 24. September 2001 bis zum 25. Februar 2002.